# Вгонка и выгонка строк
Вгонка и выгонка строки — изменение числа набранных строк за счёт уменьшения (вгонка) или увеличения (выгонка) междусловных пробелов в предшествующих строках. Вгонку или выгонку строк используют в случаях, когда необходимо ликвидировать «висячую» строку или уничтожить перенос с нечётной полосы на чётную.
При вгонке и выгонке строк не допускаются нарушения основных правил выключки строк текста, — междусловные пробелы всегда должны быть в допускаемых пределах (при выгонке строки ближе к верхнему, а при вгонке — к нижнему пределу).